# Lil' Kim
Kimberly Denise Jones (n. 11 iulie 1974, New York City, New York, SUA), cunoscută pe numele de scenă Lil' Kim, este o rapperiță, compozitoare și actriță din Statele Unite ale Americii. La începutul carierei sale a făcut parte din grupul Junior M.A.F.I.A, fiind îndrumată și influențată în stilul ei de rapper-ul Notorious B.I.G.

## Cariera
În 1996, Lil' Kim a lansat primul ei album solo. Hard Core a ajuns pe locul 11 în Top 200 Billboard și a primit de două ori discul de platină. Primul extras de pe Hard Core, piesa „No Time” a fost un duet cu P. Diddy și a reușit să o ridice pe locul 3 în topurile americane. A urmat „Crush On You”, piesă la care au contribuit mai mulți artiști printre care Missy Elliot și Left Eyede la TLC. Piesa a susținut coloana sonoră a filmului Nothing To lose și a primit și un premiu Grammy.
Din 1998 până în 2000, Lil' Kim și-a continuat ascensiunea în cariera artistică, fiind manageriată de unul dintre cei mai buni prieteni ai lui B.I.G, Damion "D-Roc" Butler. A fost aleasă imaginea mai multor produse celebre în modă și a deschis turneul pentru Puff Daddy, "No Way Out Tour".
În 2000 își deschide propria casă de discuri, „Queen Bee Entertainment” și începe lucrul la cel de-al doilea album al său: The Notorius K.I.M a fost lansat în iunie 2000 s-a vândut în peste 160.000 de copii încă din prima săptămână de la lansare.
Anul 2001 a adus colaborarea cu alte 4 artiste de succes: Pink, Christina Aguilera, Mya și Missy Elliot. „Lady Marmalade” a ajuns no. 1 în 50 de țări și a garantat și câteva premii Grammy, susținând coloana sonoră a filmului Moulin Rouge.
În 2003, Lil' Kim  și-a lansat cel de-al treilea album controversat din cariera sa: La Bella Mafia a câștigat 2 premii oferite de celebra revistă de hip-hop The Source și a ajuns pe locul 5 în Top 100 Billboard. În același timp, Lil' Kim a fost nominalizată la premiile MTV alături de Christina Aguilera pentru piesa „Can’t hold us down” la secțiunea „Best Pop Colaboration”.
În 2005 Lil' Kim a lansat un nou album hip-hop, în timp ce se afla în închisoare fiind condamnată la 11 luni de detenție pentru mărturie mincinoasă. The Naket Truth nu s-a vândut la fel de bine ca celelalte albume, Lil' Kim explicând că acest lucru s-a întâmplat din cauza lipsei de timp pentru a-și promova produsul discografic.
În prezent, Lil' Kim plănuiește să își lanseze filmul autobiografic Vintage despre care se spune că va apărea pe marile ecrane la sfârșitul lui 2009.